# Беннасер, Камель
Камель Беннасер (араб. كمال بالناصر‎, фр. Kamel Bennaceur (или Kamel Ben Naceur); произношение: [kamɛl bɛnasœʁ];  род. 22 января 1956, Гафса) — государственный деятель Туниса.

## Биография
Камель Беннасер родился 22 января 1956 года  в Гафсе. Его отец, Мохамед Беннасер, был одним из членов тунисской коллегии адвокатов, а также одним из лидеров борьбы Туниса за свою независимость и профсоюзного движения в центральном и юго-западном Тунисе. Камель Беннасер в 1966—1973 учился в средней школе им. Сади Карно в Тунисе. Затем он продолжил обучение в лицее Людовика Великого в Париже. В 1975 году он был принят в качестве иностранного студента в Политехническую школу. и Высшую нормальную школу. Вместо того, чтобы оставить в своей учебной программе только одну школу, он решил посещать курсы в обеих школах и стал одним из немногих в мире, кто закончил обе. Он получил диплом Политехнической школы в 1978 году и Высшей нормальной школы в 1979 году.
С 1979 по 1980 год он работал инженером-исследователем в Горной школе Парижа. В 1981 году он стал руководителем проекта в исследовательском центре Schlumberger в Сент-Этьене, отвечая за разработку новых технологий. В 1985 году он был назначен директором программы исследований и разработок компании Schlumberger в США. В 1990 году он был назначен в Алжир региональным директором по маркетингу и технологиям компании Schlumberger в Северной Африке, затем в 1993 году он отвечал за региональное управление тем же сектором в Латинской Америке, в Каракасе и, наконец, на Ближнем Востоке и в Северной Африке. В Дубае в 1997 году, затем в Каире. Продолжая работать в Schlumberger, он стал глобальным директором по технологиям в 1999 году в Хьюстоне. В 2001 году он отвечал в Лондоне за развитие новых направлений деятельности по хранению углекислого газа, а затем был назначен в Москве вице-президентом, ответственным за развитие российского рынка.
В 2007 году он был прикомандирован к Международному энергетическому агентству в качестве международного эксперта по разработке долгосрочных сценариев устойчивой глобальной энергетики. С 2009 по 2011 год он был главным экономистом Schlumberger в Париже, затем, с 2012 по 2013 год, президентом технологического центра в Рио-де-Жанейро.
Кроме того, Беннасер является бывшим членом совета директоров Общества инженеров нефтяной и газовой промышленности SPE и вице-президентом Парижского института высших научных исследований. Он также является соавтором 120 публикаций и 13 книг, в том числе «Глобальная энергетическая оценка» (2012), «Ресурсы в резервы» (2013) и «Энергия будущего» (2014).
29 января 2014 года он стал министром промышленности в правительстве Джомаа. Он выступает за постепенную отмену энергетических субсидий.
14 сентября 2015 года он стал директором по политике и технологиям устойчивой энергетики в Международном энергетическом агентстве.
В июле 2017 года он стал главным экономистом компании Abu Dhabi National Oil Company.
В апреле 2020 года он был избран президентом Общества инженеров нефтяной и газовой промышленности SPE с полномочиями на 2022 год.
В октябре 2021 года он стал президентом компании DAMORPHE.

## Награды и признания
За деятельность на посту министра, главного экономиста ADNOC и управляющего директора Nomadia Energy Consulting Обществом инженеров нефтяной и газовой промышленности SPE и Американским институтом горных, металлургических и нефтяных инженеров AIME награжден в октябре 2019 года Золотой медалью мемориала Чарльза Ф. Рэнда.

## Семья
Камель Беннасер женат на Наджве Ходже (MBA, руководитель проектов в Министерстве женщин и Министерстве здравоохранения Туниса) и у него трое детей: Анис (сооснователь приложения Mixer), Мохамед Халил и Валид Аймен.
Среди его братьев и сестер университетский профессор-физик, судья Счетной палаты Туниса, фармацевт, диетолог, а также художник, а также инженеры и бизнесмены. Его дядя, Махмуд Беннасер, является врачом, пионером в области кардиологии в Тунисе и был мэром Гафсы, где улица носит его имя.